# Норвежский язык
Норве́жский язы́к (самоназвание: norsk [nɔʂːk], det norske språket) — язык, на котором говорят в Норвегии. Один из скандинавских языков германской ветви индоевропейской языковой семьи, развившийся из древнескандинавского, со значительным влиянием нижненемецкого языка в лексике. Письменность — на основе латиницы; в древности записывался также при помощи рун.
Исторически норвежский язык был наиболее близок исландскому, однако в настоящее время, благодаря значительному влиянию датского языка и некоторому влиянию шведского, он наиболее близок датскому и шведскому. Современная классификация помещает норвежский вместе с датским и шведским в группу материковых скандинавских языков, в отличие от островных скандинавских языков, в которые входят исландский и фарерский. Количество носителей на 2012 год — 4,32 млн человек, в большинстве своём — в Норвегии.
На протяжении столетий письменным языком в Норвегии был датский, вследствие чего развитие современного норвежского языка было явлением противоречивым, тесно связанным с национализмом, сельско-городским дискурсом и литературной историей Норвегии. Как установлено законодательством и правительственной политикой, сейчас в стране есть две «официальные» разновидности норвежского языка: букмол (bokmål «книжная речь»), имеющий черты как восточноскандинавских, так и западноскандинавских языков, и нюношк (nynorsk «новый норвежский»), по своим особенностям относящийся к западноскандинавским языкам. Из-за их сосуществования языковой вопрос в Норвегии весьма противоречив, однако оба этих языка признаны равноправными.
Нынешние формы букмола и нюношка считаются умеренными формами «консервативной» и «радикальной» версий письменного норвежского, соответственно. Неофициальная, но широко используемая письменная форма, известная как риксмол (riksmål «державная речь»), считается более консервативной, чем букмол, а неофициальный хёгношк (høgnorsk «высокий норвежский») — более радикальным языком, чем нюношк. 85—90 % современных носителей языка используют букмол.
По причине удалённости и отчасти недоступности отдельных областей Норвегии, в словарном составе, грамматике и синтаксисе диалектов норвежского языка существуют значительные различия. Несмотря на опасения, что диалекты в конце концов уступят общему разговорному норвежскому языку, близкому к букмолу, они и по сей день находят значительную поддержку в повседневной речи, общественном мнении и народной политике.
Норвежский — флективный, по большей части аналитический язык, различающий три рода (хотя в некоторых диалектах отпал женский) и два числа. В некоторых диалектах сохраняются падежи. Определённый артикль присоединяется к существительному в качестве окончания. Глаголы не изменяются по лицам и числам; различаются настоящее, прошедшее и будущее времена, действительный и страдательный залоги; наклонений три. В фонетике ему свойственно музыкальное ударение. Обычный порядок слов — SVO (подлежащее—сказуемое—дополнение).

## Название
Название норвежского языка — norsk — происходит от древнескандинавского прилагательного nor(ð)rœnn, изначально означавшего «северный». Позже это название, во многих случаях используемое как существительное, преобразовалось путём добавления суффикса -skr в nornskr и стало означать именно язык, на котором говорят в Норвегии. Ещё позднее оно стало сегодняшним словом norsk. Названия bokmål и nynorsk означают «книжная речь» и «новонорвежский», соответственно.

## Лингвогеография

### Положение и количество носителей
Норвежский — как букмол, так и нюношк — государственный язык в Норвегии, где на нём говорит 95 % населения. В 2012 число носителей оценивалось в 4,32 млн человек, причём 85—90 % говорящих использовало букмол. Носители есть также, например, в США и в Канаде; всего их за пределами Норвегии — около 100 000.
В Норвегии существует государственный Норвежский языковой совет (Norsk språkråd), закладывающий, после утверждения министерством культуры, официальные нормы правописания, грамматики и словаря для норвежского языка.

### Письменные языки

#### Букмол и нюношк

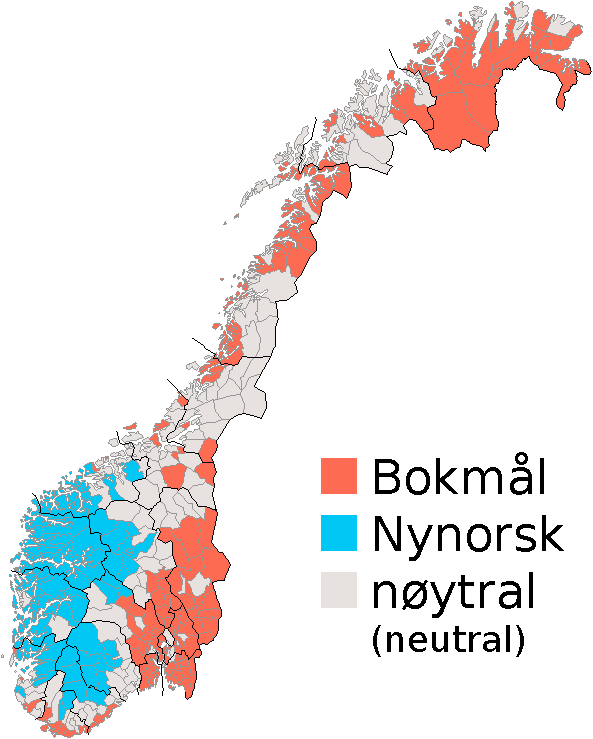
Карта распространения букмола и нюношка

Обе разновидности языка признаны равноправными на законодательном уровне и могут использоваться во всех областях жизнедеятельности. В Норвегии существует постановление, согласно которому 25 % радио- и телепередач должно вестись на нюношке, однако оно не всегда соблюдается. Преподавание в учебных заведениях ведётся на обоих языках. На каком языке будет вестись преподавание в школе, определяется родителями школьников путём голосования. На букмоле обучается около 84 % всех школьников. Носители букмола, обнаруживающего немало особенностей, присущих датскому языку, в целом понимают письменный датский язык, но устная речь может представлять затруднения.
Распределение обеих разновидностей языка по областям страны неоднородно. Так, букмол господствует в крупных городах (в Осло нет ни одного учебного заведения с нюношком в качестве основного языка); меньше 1 % обучающихся в фюльке Тромс, Нурланн и Хедмарк обучаются на нюношке. Его основная область употребления — запад страны. 95 % обучающихся учится на нём в фюльке Согн-ог-Фьюране, 60 % — в Мёре-ог-Румсдал, 49 % — в Хордаланне.
И букмол, и нюношк отличаются большим числом возможных форм. Те формы букмола, что ближе к риксмолу, называют «умеренными» или «консервативными», в зависимости от точки зрения высказывающегося, а формы букмола, более близкие к нюношку, называются «радикальными». У нюношка есть и формы, которые ближе к оригинальному ланнсмолу, и такие, которые ближе к букмолу.

### Диалекты
Норвежские диалекты делятся на две основные группы: восточнонорвежские (включая диалекты Трёнделага) и западнонорвежские (включая диалекты севера). Обе группы делятся на более мелкие.
К восточным относятся:
- юго-восточные, или викские: Осло, Акерсхус, Вестфолл, Эстфолл, Бускеруд (кроме долины Нумедал) и юго-восточная часть фюльке Телемарк;
- оппланские: Оппланн и Хедмарк;
- горные: Телемарк, а также долины Нумедал, Халлингдал, Вадрес, Гудбраннсдален и Эстердален;
- трённские: Сёр-Трёнделаг и Нур-Трёнделаг.

К западным:
- юго-западные: Западный Телемарк, Эуст-Агдер и южная часть фюльке Вест-Агдер;
- вестланнские: юго-западная часть фюльке Вест-Агдер, фюльке Ругаланн, Хордаланн и часть Согн-ог-Фьюране;
- северо-западные: часть Согн-ог-Фьюране, Мёре-ог-Румсдал;
- северные: Нурланн, Тромс, Финнмарк.

Большинство лингвистов сходятся во мнении, что слишком большой разброс различий делает подсчёт точного количества норвежских диалектов очень трудным делом. Различия в грамматике, синтаксисе, лексике и произношении в разных регионах позволяют говорить об отдельных диалектах даже на уровне нескольких соседних деревень. Степень взаимопонятности диалектов может быть различной. В некоторых случаях они отличаются настолько, что их носители не понимают друг друга: например, житель Осло почти не поймёт носителя северо-западного диалекта Олесунна.
В Норвегии отсутствует понятие произносительной нормы или какие-либо обязательные к применению орфоэпические словари, на которые нужно опираться. На государственном уровне не существует основного или престижного произношения, то есть любой норвежец имеет право говорить согласно правилам собственного (норвежского) диалекта или говора в любой обстановке. Считается, что работа государственного Норвежского языкового совета — учреждения, отвечающего за разработку и поддержание норм языка — не должна касаться произношения. На деле же произношение основанного на букмоле диалекта большинства населения Осло и других городов юго-востока страны — так называемого «стандартного восточного норвежского» (standard østnorsk), является во многом произносительной нормой для СМИ, театра и городского населения Норвегии.

## История

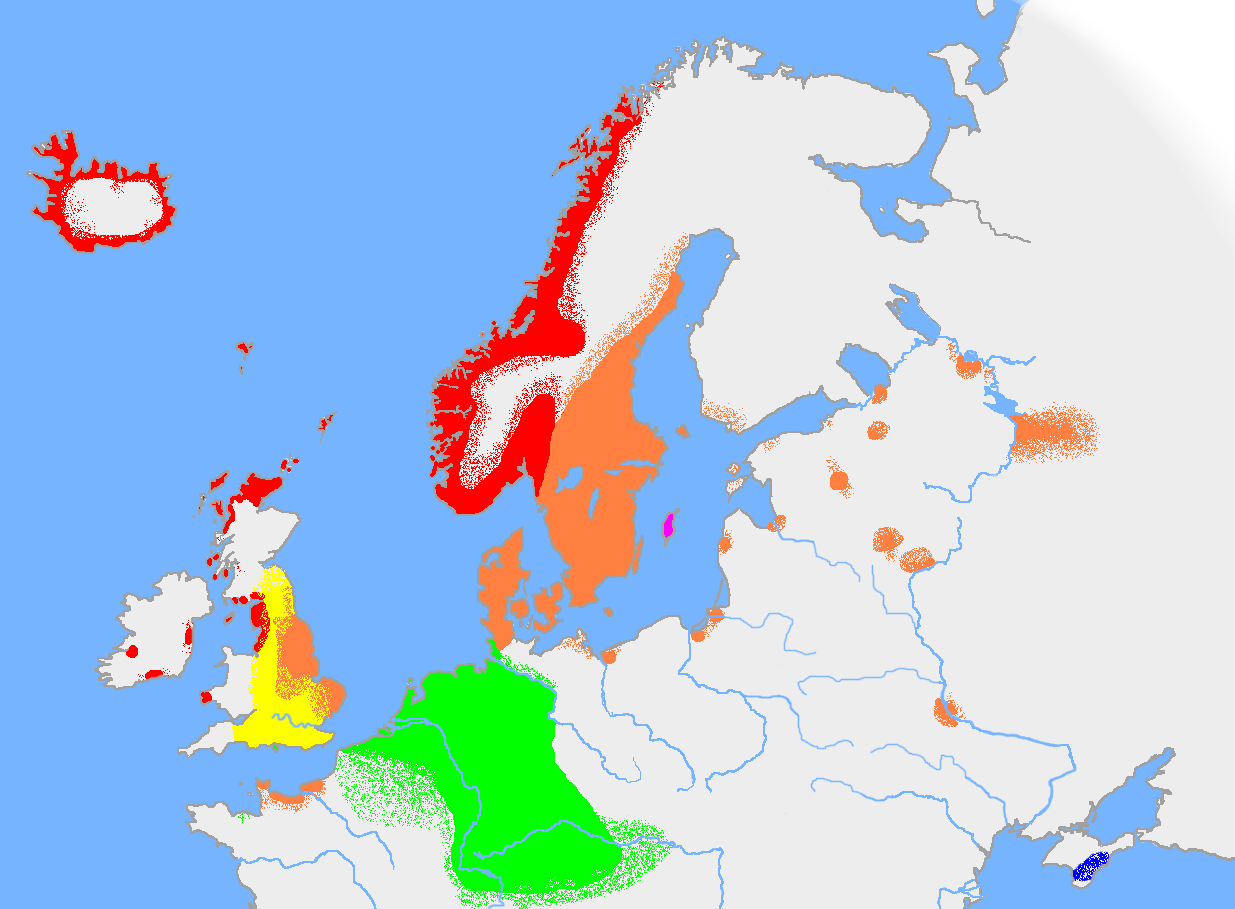
Примерные пределы распространения древнескандинавского языка и родственных ему языков в X веке. Красным выделена область распространения западного древнескандинавского диалекта, оранжевым — восточного древнескандинавского. Жёлтым, зелёным и синим цветами выделены области распространения других германских языков, с которыми древнескандинавский ещё сохранял значительное взаимопонимание

Историю норвежского языка можно разделить на:
1. древненорвежский (800—1350), внутри которого отдельно выделяется и эпоха викингов (800—1050);
2. средненорвежский (1350—1525)
3. и новонорвежский (1525 — настоящее время).

### Древненорвежский язык
Языки, на которых сейчас говорят в Скандинавии, в Исландии и на Фарерах, развились из древнескандинавского языка, бывшего в обиходе на территории нынешних Дании, Норвегии и Швеции. Торговцы-викинги распространили свой язык по Европе, включая некоторые области Руси. Они начали заселять Исландию в IX веке, принеся туда свой язык. Король Харальд I Прекрасноволосый объединил Норвегию в 872 году. Примерно в это же время в ходу был простой рунический алфавит. В соответствии с письменами, найденными на каменных плитах, датируемых этим историческим периодом, можно заключить, что язык был весьма однородным во всех областях, где он был в ходу. Руны ограниченно использовались по крайней мере с III века. Около 1030 года в Норвегию пришло христианство, принеся с собой латинский алфавит; норвежские рукописи, написанные новым алфавитом, стали появляться примерно столетие спустя. Приблизительно в это же время в норвежском языке начали развиваться особенности, отличающие его от соседних скандинавских языков.
На этой ступени в норвежском языке происходили значимые фонетические явления: редукция безударных гласных, начавшая проявляться ещё в древнескандинавском языке, изменения гласных в корне под влиянием гласных следующего слога, перегласовки и преломления (a > e, u > y, e > ja и др., eka > jak > jek «я»), лабиализация гласных; в некоторых частях страны дифтонги стали монофтонгами: haust «осень» > høst; перед гласными переднего ряда имела место палатализация: g > j, k > ç, sk > ʃ; возник так называемый «толстый» l, а звонкий и глухой дрожащие согласные стали одной (звонкой) фонемой. В морфологии падежи начали постепенно отпадать. Артикль начал становиться окончанием. Получила развитие возвратность (lagði sik > lagðisk «лёг»). Появились первые заимствования из латыни и нижненемецкого языка. На этой же ступени сложилось двусоставное музыкальное ударение.
С течением времени древнескандинавский язык развился в западную и восточную разновидности. Область, где говорили на западной, включала Исландию и Норвегию; восточная же развивалась в Дании и Швеции. Языки Исландии и Норвегии оставались очень похожими до приблизительного 1300 года, когда можно говорить о том, что исландский и норвежский стали отдельными друг от друга языками. Во время эпидемии чумы 1349—1350 годов погибло большинство могущих писать по-норвежски людей, поэтому письменная традиция почти полностью прервалась.

### Влияние датского языка
В 1397 году Норвегия вошла в личную унию с Данией, которая стала доминирующей частью союза (см. Кальмарская уния, Датско-норвежская уния), и датский язык постепенно стал использоваться в качестве письменного в Норвегии. Датский, со времён Средневековья подвергшийся большому влиянию со стороны нижненемецкого языка, стал основным языком норвежской элиты, в то время как его принятие простыми людьми происходило более медленно. Союз существовал более 400 лет, при этом датский язык вытеснил норвежский во всех областях жизнедеятельности. В городах люди говорили на смешанных говорах, имеющих норвежские фонетику и синтаксис, но датские морфологию и словарный состав, при этом вся литература была на датском языке.
В 1814 году Норвегия стала независимой от Дании, но была вынуждена войти в личную унию со Швецией. Норвежцы начали требовать настоящей независимости путём принятия демократии и конституционной декларации о суверенном государстве. Часть этого националистического движения была направлена на развитие независимого норвежского языка. Были доступны два пути: преобразования элитарного датского или попытка низвергнуть столетия иностранного правления путём литературной обработки норвежского языка простых людей. Обе возможности были воплощены в жизнь. «Онорвеженный» датский язык того времени, на котором писали многие писатели, получил в 1890 году название «риксмол» (riksmål, дословно — «государственный язык»).

### От датского к норвежскому
Националистическое движение выступало, однако, за разработку нового письменного норвежского. Ивар Осен, лингвист-самоучка, в возрасте 22 лет начал свою работу по созданию нового норвежского языка. Он путешествовал по стране, сравнивая диалекты в разных регионах, и изучал развитие исландского языка, которому удалось избежать тех влияний, под которые попал норвежский. На основе собранных сведений он издал в 1853 году работу под названием «Образцы народного языка Норвегии», к которой приложил образец языка, созданного на основе различных исследованных и описанных им диалектов. Язык этот получил название «ланнсмол» (landsmål дословно — «национальный язык»). Он отвечал тогдашним потребностям населения, поэтому не был воспринят как что-то лишнее. В 1885 году этот язык был уравнен в правах с риксмолом и школам начиная с этого времени было дозволено выбирать, на каком из двух языков вести обучение. Ивар Осен считается сегодня основоположником норвежского языкознания.
После того, как личная уния со Швецией прекратила своё существование, оба языка продолжили своё развитие. Риксмол в 1929 году был официально переименован в букмол (bokmål, дословно — «книжный язык»), а ланнсмол — в нюношк (nynorsk, дословно — «новый норвежский»). Названия «датский норвежский» и «норвежский», соответственно, проиграли голосование в парламенте, получив один-единственный голос. Букмол и нюношк несколько сблизились после реформ в 1917, 1938 и 1959 годах.

## Письменность

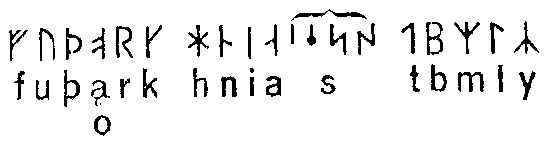
Норвежские руны

Ранее для записи языка (на его ранних ступенях развития) использовались скандинавские руны. Первые письменных памятники — надписи младшими рунами, насчитывавшими 16 знаков; ранее их было 24, однако почему количество сократилось — неизвестно. Использовались также точки, чтобы отличать звуки, так как, ввиду сокращения количества знаков, некоторые звуки обозначались одним рунным знаком. В Норвегии использовались «датские» и «шведско-норвежские» руны. Постепенно латиница, ввиду христианизации страны, пришла (не ранее XI в.) на смену рунической письменности.
Современный норвежский алфавит содержит 29 букв (те же самые, что и датский алфавит):
| A | B | C | D | E | F | G | H | I | J | K | L | M | N | O | P | Q | R | S | T | U | V | W | X | Y | Z | Æ | Ø | Å |
| a | b | c | d | e | f | g | h | i | j | k | l | m | n | o | p | q | r | s | t | u | v | w | x | y | z | æ | ø | å |

Имеются диграфы kj /ç/, ng /ŋ/, rs /ʂ/, sj /ʃ/, rl /ɭ/, rn /ɳ/, gn /ŋn/, и триграф skj /ʃ/.
C, W, X, Q, Z используются лишь в заимствованных словах.
Во многих случаях буквы не читаются: ord [u: r] «слово», rød [rø:] «красный», rolig [ru: li] «спокойный», hjelp [jɛlp] «помощь», либо означают долготу согласного: kald [kal:] «холодный», hånd [hɔn:] «рука».

## Лингвистическая характеристика

### Фонетика и фонология

#### Гласные
| В записи    | В МФА      |
| ----------- | ---------- |
| a           | /ɑ(ː)/     |
| ai          | /ɑɪ̯/       |
| au          | /æʉ̯/       |
| e (краткий) | /ɛ/, /æ/   |
| e (долгий)  | /æː/       |
| e           | /ə/ (шва)  |
| ei          | /æɪ̯/, /ɛɪ̯/ |
| i (краткий) | /ɪ/        |
| i (долгий)  | /iː/       |
| o (краткий) | /ɔ/, /ʊ/   |
| o (долгий)  | /uː/, /oː/ |
| oi          | /ɔʏ̯/       |
| u           | /ʉ(ː)/     |
| y (краткий) | /ʏ/        |
| y (долгий)  | /yː/       |
| æ (краткий) | /æ/, /ɛ/   |
| æ (долгий)  | /æː/       |
| ø (краткий) | /œ/        |
| ø (долгий)  | /øː/       |
| øy          | /œʏ̯/       |
| å (краткий) | /ɔ/        |
| å (долгий)  | /oː/       |

Гласные норвежского языка могут быть краткими и долгими; долгота может влиять на значение слов, при этом когда гласный звук становится долгим, меняется и его качество: lege [²leː.ɡə] «лечить» — legge [ˈlɛ̂ɡːə] «класть».
Краткие гласные более открыты и произносятся с меньшим напряжением, чем долгие. Фонемы /æ/ и /æː/, за редкими исключениями, встречаются только перед /r/ и /ɭ/. Шва возможна только в безударном слоге. В речи некоторых норвежцев различаются фонемы /ø/, /ø:/ и /œ/, /œ:/; последние встречаются лишь перед r, если она не является окончанием.

#### Согласные
В городском восточном диалекте норвежского языка можно выделить следующий набор согласных фонем:
|               | Губные | Зубные/переднеязычные | Палатально-альвеолярные | Ретрофлексные | Заднеязычные | Глоттальные |
| ------------- | ------ | --------------------- | ----------------------- | ------------- | ------------ | ----------- |
| Носовые       | m      | n                     |                         | (ɳ)           | ŋ            |             |
| Взрывные      | p b    | t d                   |                         | (ʈ ɖ)         | k ɡ          |             |
| Фрикативные   | f      | s                     | ʃ                       | (ʂ)           | ç            | h           |
| Аппроксиманты | ʋ      | l                     |                         | (ɭ)           | j            |             |
| Дрожащие      |        | ɾ                     |                         | ɽ             |              |             |

Произношение [ɾ] сильно отличается по диалектам: в восточных, центральных и северных диалектах звук становится одноударным [ɾ], а на западе и на юге (и у некоторых носителей на востоке) он становится увулярным [ʁ] или [χ]. После глухих согласных и в конце слова звук может оглушаться. Так называемый «толстый» l встречается только в разговорной речи в восточной Норвегии. В заимствованиях могут появляться отсутствующие в приведённом списке согласные фонемы: thriller (из английского) [θril:ər].
Согласные норвежского языка могут быть краткими и долгими. Краткие противопоставляются долгим лишь в ударном слоге.
Согласные [p], [t], [k] (но не после s) перед ударным гласным (ему может предшествовать сонант) произносятся с придыханием.
Перед глухими согласными могут произноситься только глухие согласные: trygd [trygd] «денежное пособие» — trygt [trykt] «безопасно».

#### Просодия
Норвежскому языку свойственно динамическое и музыкальное ударение. С ним связана долгота звуков. Различаются главное, второстепенное и нулевое динамическое ударение. Главное в большинстве случаев падает на первый слог. Исключения составляют иностранные слова и слова с заимствованными безударными приставками (как например be-): fakulʻtet «факультет», beʻty «означать», однако исконные слова и географические обозначения тоже бывают исключениями: nordʻvest «северо-запад», hverʻandre «друг друга», Kristianʻsand «Кристиансанн». Сложные слова имеют одно или несколько дополнительных ударений на непервом составляющем в зависимости от состава слова: ʻfolkeʻvandringsʻtid «эпоха переселения народов».
Видов музыкального ударения два — «акцент I» и «акцент II». Первое отличается равномерным повышением тона к концу слова и обозначается знаком акута: vind «ветер» — vínden (с опр. артиклем). В словах с акцентом II (он невозможен в односложных словах) в пределах ударного слога наблюдается понижение тона, а затем тон значительно повышается в последующих слогах. Акцент II обозначается знаком грависа: kὸmme «приходить». На письме, однако, ни один из них не обозначается. Правила понижения и повышения тона в словах отличаются от диалекта к диалекту.
Акценты могут изменять значение слова. Так, в букмоле есть около тысячи слов, одинаковых по звуковому составу, но отличающихся по тону. К ним относятся, например, érter «горох» — ertèr «дразнит». Особенно возрастает, из-за редукции, значение акцентов в разговорной речи. Одно и то же слово может произноситься разными носителями с разными акцентами. Если слово при словоизменении увеличивает число слогов, акцент может изменяться: ró — rὸdde «грести — грёб».
Ударный слог в норвежском языке отличается «слоговым равновесием»: он всегда содержит либо долгий гласный (дифтонг) и краткий согласный, либо только долгий гласный, либо долгий согласный (или их стечение) и краткий гласный. Тем не менее в некоторых двусложных словах оба слога могут произноситься с краткими гласными звуками.

#### Морфонология
Многие служебные слова в потоке речи подвергаются значительной редукции: til «к» [ti, tə]. Звук [ə] может выпадать, при этом число слогов сокращается: menneske [mɛnskə] «человек». Сонанты r, n, l могут образовывать слоги при редукции: lekende [le: kɳə] «играющий». Звук [h] может произноситься еле слышно или выпадать полностью.
Согласные могут сливаться при столкновении друг с другом, что даёт другую фонему:
- -r + -l > ɭ,
- -r + -n > ɳ,
- -r + -d > ɖ,
- -r + -t > ʈ,
- -r + -s > ʂ.

Перегласовки наблюдаются:
1. у некоторых существительных при образовании множественного числа: mann — menn «мужчина — мужчины»;
2. при образовании сравнительной и превосходной степени: stor — større «большой — больше»;
3. при изменении глагола: følge — fulgte «следовать — последовал» (претерит), в нюношке — также в настоящем времени: koma — kjem «приходить — приходит» (букмол: komme — kommer);
4. при словообразовании: full «полный» — fylle «наполнять».

### Морфология
В грамматике норвежского языка прослеживается как аналитизм, так синтетизм (флективность). Наибольшее значение несут служебные слова и порядок слов, но словоизменение также значимо.
В норвежском языке выделяются следующие части речи: существительное, прилагательное, глагол, наречие, местоимение, числительное, союз, предлог, частица, артикль, междометие.

#### Существительное
В нюношке чётко различаются три рода существительного (мужской, женский, средний), что видно в различии по артиклю: ein båt — båten «лодка», ei sky — skya «облако», eit år — året «год». В букмоле же трёхродовое различие соблюдается далеко не всегда: женский род сохраняется по большей части в разговорной речи, что связано в том числе с влиянием датского языка, так как использование женского рода связывалось в прошлом с сельской диалектной речью. Хотя использование трёх родов в букмоле было установлено законом от 1917 года, лишь несколько слов устойчиво считаются «женскими», как например jente «девочка» и ku «корова». Артикль женского рода ei, -a заменяется в букмоле на артикль мужского en, -en, поэтому следует говорить о наличии в букмоле общего и среднего родов.
Родовая принадлежность обычно запоминается вместе с существительным, хотя может определяться и суффиксом: так, слова с суффиксом -ment относятся к среднему роду, а слова с суффиксами -dom и -ling — к мужскому.
Способ выражения множественного числа также зависит от рода: en gård — gårder / ein gard — gardar «хутор — хутора», et hus — hus «дом — дома». Артикли множественного числа — de [di], -(e)ne (букмол) / dei, -(e)ne, -(a)ne, -a (нюношк). Некоторые существительные всегда стоят во множественном числе, как например foreldre «родители», некоторые — всегда в единственном, как например hukommelse «память». Есть существительные, образующие множественное число путём изменения корневого гласного: datter «дочь» — døtre, некоторые не изменяются совсем: tvil «сомнение» — tvil «сомнения». Иностранные слова в букмоле могут изменяться во мн. ч. по-особенному: museum — museer.
Склонение артикля (букмол / нюношк):
| Число и род   | Неопределённый свободностоящий      | Определённый свободностоящий                                | Определённый присоединяемый |
| ------------- | ----------------------------------- | ----------------------------------------------------------- | --------------------------- |
| Ед. ч. м. р.  | en / ein (en båt / ein båt «лодка») | den (den nye båten «новая лодка»)                           | -en                         |
| Ед. ч. ж. р.  | ei (ei eik «дуб»)                   | den (den store eika «большой дуб»)                          | -a                          |
| Ед. ч. ср. р. | et / eit (et ord / eit ord «слово») | det [də] (det lange ordet «длинное слово»)                  | -et                         |
| Мн. ч. м. р.  |                                     | de / dei (de nye båtene / dei nye båtane «новые лодки»)     | -ene / -ane                 |
| Мн. ч. ж. р.  |                                     | de / dei (de / dei store eikene «большие дубы»)             | -ene                        |
| Мн. ч. ср. р. |                                     | de / dei (de lange ordene / dei lange orda «длинные слова») | -end / -a                   |

У существительных различаются именительный и родительный (с окончанием -s) падежи: en svart katts, den svarte kattens «чёрной кошки», svarte katters, de svarte kattenes «чёрных кошек». В нюношке этот падеж чаще вытесняется предлогами и притяжательными местоимениями (katten til Knut, katten hans Knut, Knut sin katt «кошка Кнута»).

#### Прилагательное
При наличии прилагательного определённый артикль удваивается, выступая и как отдельное слово (den, det) перед прилагательным, и как окончание существительного, а прилагательное при этом получает окончание -e: den bakerste vogna «последний вагон». При неопределённом артикле или его отсутствии прилагательное стоит в сильной форме, получая окончание -t, если определяемое среднего рода: et vakkert hus «красивый дом». Если определяемое стоит во множественном числе, прилагательное получает окончание -e: vakre hus «красивые дома». Есть исключения: liten «маленький» (м. р.) — lita (ж. р.) — lite (ср. р.) — små (мн. ч.). Некоторые прилагательные не изменяются по родам и числам: felles «общий», ekte «настоящий».

##### Степени сравнения
Степени сравнения прилагательных образуются либо путём окончаний -ere / -are, -(e)st / -(a)st, либо с помощью дополнительный слов mer / meir, mest, либо с помощью также перегласовки:
- smal «узкий» — smalere / smalare «более узкий» — smalest / smalast «самый узкий»;
- farlig / farleg «опасный» — farligere / farligare — farligst / farlegast;
- jordisk «земной» — mer / meir jordisk — mest jordisk;
- lang «длинный» — lengre — lengst;
- ung «молодой» — yngre — yngst;
- есть исключения: gammel / gammal «старый» — eldre — eldst.

Прилагательные в сравнительной степени не изменяются по числам, в отличие от прилагательных в превосходной.

#### Местоимение
Притяжательные, указательные и некоторые другие местоимения в норвежском языке отличаются в зависимости от рода существительного, к которому они относятся: bilen min «мой автомобиль» — huset mitt «мой дом», denne bilen «этот автомобиль» — dette huset «этот дом». Они заставляют прилагательное переходить в слабую форму: min gamle venn «мой старый друг», denne store hunden «эта большая собака», dette nye huset «этот новый дом». Составные по происхождению местоимения изменяют по родам обе части: enkver / einkvan «любой» (м. р.) — eikor (ж. р.) — ethvert / eitkvart (ср. р.).
Притяжательные местоимения:
1. min (м. р.), mitt (ср. р.), mi (ж. р.) «мой», vår (м. р. и ж. р.), vårt (ср. р.) «наш», множественное число — mine, våre;
2. din, ditt, di «твой, ваш», dine «твои, ваши»;
3. sin, sitt, si, sine «его, её».

Притяжательные местоимения могут стоять как перед существительным, так и после. В современном разговорном языке они ставятся чаще после существительного. Местоимения женского рода в букмоле употребляются почти всегда только тогда, когда стоят после существительного.
Указательные:
1. denne (м. р. и ж. р.), dette (ср. р.) «этот», множественное число — disse / desse «эти»;
2. den, det «тот», de / dei «те».

У местоимений, в отличие от существительных, различается также объектный падеж: han ser meg «он видит меня», han hjelper deg «он помогает тебе» (jeg «я», du «ты»).
Предлог, относящийся к вопросительному местоимению, ставится после главных членов предложения: Hva tenker / Kva tenkjer du på? «О чём ты думаешь?». Относительное местоимение часто опускается: Landet (som) vi bor i «Страна, (в которой) мы живём».

#### Глагол
Глаголы по лицам и числам не спрягаются. Отрицание выражается с помощью частицы ikke / ikkje: han sover «он спит» — han sover ikke «он не спит». Инфинитивов два; второй обозначает действие, предшествующее какому-либо временному промежутку или другому действию: Han gikk uten å ha møtt henne «Он ушёл, не встретив её».
Возвратность глаголов передаётся при помощи возвратных местоимений: jeg vasker «я мою» — jeg vasker meg «я моюсь», han vasker seg «он моется».
Медиальное или взаимное значение передаётся с помощью окончания -s: såret leges «рана заживёт», de håndhilses «они здороваются за руку».
Каузативность передаётся глаголом la «позволять» и сочетанием få til å: Han lot bygge et gjerde «Он велел построить забор», Hun fikk meg til å le «Она рассмешила меня». Некоторые глаголы могут быть и непереходными, и каузативными одновременно: smelte «таять / растапливать, плавить». Древние каузативы образовывались с помощью аблаута (изменения гласного в корне): synke «опускаться» — senke «опускать», bite «кусать» — beite «пасти (заставлять кусать)».
Видовые оттенки передаются при помощи служебных слов: bruke «тратить» — bruke opp «истратить»; или вспомогательных глаголов: Han holdt på å drukne «Он чуть не утонул».
Широко используются безличные глаголы: det snør «идёт снег», det ringer i telefonen «звонит телефон» («в телефоне звонит»).

##### Время
У норвежского глагола различаются настоящее время (в большинстве случаев — инфинитив + -r), претерит, перфект, плюсквамперфект, будущее I и II, будущее в прошедшем I и II.
Претерит используется в связном повествовании о прошлом и когда говорят о действии в промежуток времени, не включающий в себя момент речи. Для его образования нужно знать, является глагол сильным или слабым (у сильных глаголов происходит изменение корневого гласного, у слабых показателями претерита являются -t -te, -a, -dde, -de): Hun så ham i går «Она видела его вчера» (se «видеть»). Слабые глаголы: elske «любить» — elsket / elska «любил, любила», leve «жить» — levde, bo «проживать» — bodde.
Перфект образуется с помощью глагола ha «иметь» в настоящем времени и причастия II. Используется при сообщении о действии без привязки его ко времени: Har du sett denne filmen? «Ты смотрел этот фильм?», или при сообщении о действии, совершённом в отрезок времени, включающий в себя момент речи: Hun har vært der i år «Она была там в этом году».
Некоторые глаголы сильные в нюношке, но слабые в букмоле, и наоборот: lese «читать» — leste (букмол) / las (нюношк) — lest / lesi, hjelpe «помогать» — hjalp / hjelpte — hjulpet / hjelpt.
Будущее время образуется при помощи вспомогательных глаголов skal / vil.
Изменение глагола vise «показывать» во всех временных формах:
- viser (настоящее время);
- viste (претерит);
- har vist (перфект);
- hadde vist (плюсквамперфект);
- skal/vil vise (будущее I);
- skal или vil ha/får vist (будущее II);
- skulle/ville vise (будущее I в прошедшем);
- skulle или ville / fikk (букмол) / fekk (нюношк) vist (будущее II в прошедшем).

##### Залог
Страдательный залог передаётся несколькими способами: либо с помощью окончания -s, либо сочетанием глаголов bli, være / vera с причастием II спрягаемого глагола. Первый способ используется в инфинитиве и в настоящем времени и означает действие безотносительно ко времени, повторяющееся действие или действие, которое должно иметь место: Sånne ukeblad leses mye «Такие журналы широко читаются», Alle forslag sendes til… «Все предложения следует направлять в…». Сочетание с bli представляет собой определённое действие, связанное с определённым временем: Boka ble utgitt i fjor «Книга была издана в прошлом году». Сочетание с være, vera означает итог страдательного действия или действие без итога: Han er operert «Он был прооперирован», Han er elsket «Он любим, его любят». В сочетании с det глагол bli образует неопределённо-личные предложения: Det ble sovet urolig i huset «В доме неспокойно спали».

##### Наклонение
Наклонений у норвежского глагола три: изъявительное, повелительное (чаще всего образуется путём отсечения гласного -e от инфинитива) и сослагательное. Последнее используется:
1. для выражения желания, совета, вежливой просьбы (предложение при этом строится обычно как вопросительное или условное): Jeg ville gjerne be deg gjøre det «Я бы попросил тебя сделать это»;
2. для выражения неосуществимого условия и его следствия: Hvis jeg var i ditt sted, ville jeg gå med på dette «Если бы я был на твоём месте, я бы согласился на это»;
3. в некоторых видах придаточных предложений цели или следствия, а также в уступительных: Hun slo på lampa, så det skulle bli lysere «Она включила лампу, чтобы стало светлее»;
4. в некоторых видах сравнительных предложений: Gutten løper som (om) han var / skulle være gal «Мальчик бежит, как сумасшедший».

##### Причастие
Причастие I — причастие настоящего времени (инфинитив + (e)nde), также обозначающее действие, совершаемое одновременно со сказуемым: Han gikk nynnende «Он шёл, напевая»; причастие II несёт значение совершённости действия: et utsolgt bok «распроданная книга», en gjengrodd sti «заросшая тропа», либо состояние в момент речи: en avholdt forfatter «почитаемый писатель».
В букмоле причастия II, в отличие от нюношка, не изменяются по родам и числам: bøkene er skrevet «книги написаны» (букмол) — bøkene er skrivne (нюношк); изменение по родам в нюношке: artikkelen er skriven «статья написана» (м. р.) — brevet er skrivi «письмо написано» (ср. р.).

#### Наречие
Большинство наречий совпадают с формой прилагательного среднего рода (с окончанием -t): rask «быстрый» — raskt «быстро».

#### Числительное
Все числительные в норвежском языке неизменяемые, кроме числительных «один» и «второй»: én hund «одна собака» (общий род) — ett hus «один дом» (средний род), annen — annet.
Количественные:
- én/ein — 1, to — 2, tre — 3, fire — 4, fem — 5, seks — 6, sju (также syv) — 7, åtte — 8, ni — 9, ti — 10,
- elleve [ɛlvə] — 11, tolv [tol:] — 12, tretten — 13, fjorten — 14, femten — 15, seksten [sæist(ə)n] — 16, sytten [søt(ə)n] — 17, atten — 18, nitten — 19,
- tjue (также tyve) — 20, tjueto — 22, tretti (также tredve) — 30, førti — 40, femti — 50, seksti — 60, sytti /søt: i/ — 70, åtti — 80, nitti — 90,
- hundre — 100, tohundreogto — 202,
- tusen — 1000, totusentohundreogtjueto — 2222.

Для образования порядковых добавляются суффиксы -ende/-ande (åttiende/åttiande «восьмидесятый», tusende «тысячный»), кроме første «первый», annen «второй», tredje «третий», fjerde «четвёртый», femte «пятый», sjette «шестой».

### Синтаксис

#### Простое предложение
В повествовательном предложении глагол стоит всегда на втором месте, то есть обычным порядком слов норвежского языка является SVO. Члены предложения обычно располагаются следующим образом: подлежащее — сказуемое — дополнение — обстоятельство. Косвенное дополнение ставится перед прямым: Han gir meg boka «Он даёт мне книгу». Обстоятельство к определению или другому обстоятельству идёт перед ними: veldig godt «очень хорошо», svært mange «очень многие». Дополнение может выноситься на первое место: Denne mannen kjenner vi godt «Этого человека мы знаем хорошо». Если предложное дополнение выносится на первое место, предлог ставится после главных членов: Denne mannen kan du trygt stole på «На этого человека ты можешь смело положиться».
В вопросительных предложениях глагол выносится на первое место: Er dette sant? «Это правда?», однако в разговорной речи используется также обычный порядок слов с вопросительной интонацией: Du er hjemme i dag? «Ты сегодня дома?».
В предложении чаще всего ставится только один показатель отрицания, самый частый из которых — частица ikke / ikkje. Она ставится перед отрицаемым словом. В простом или главном предложении показатель отрицания ставится чаще всего после глагола, в придаточном — после подлежащего: ikke ny «не новый», Han sover ikke «Он не спит», Vi vet at han ikke er hjemme / Ve veit at han ikkje er heime «Мы знаем, что его нет дома».
Если предложение вносит новые сведения, местоимение det «это» может стоять в начале: Det ligger en bok på bordet / Det ligg ei bok på bordet «На столе лежит книга». В разговорной речи личные местоимения могут опускаться: (Jeg) aner ikke / ikkje «Понятия не имею».
Определение, выраженное существительным в родительном падеже, прилагательным, числительным, указательным или неопределённым местоимением, идёт перед определяемым словом: Amundsens reiser «путешествия Амундсена», det nуе bordet «новый стол», dette ordet «это слово». Прочие виды определений идут после определяемого слова: snøen på taket «снег на крыше», kunsten å male vakkert «искусство красиво писать полотна», и др.
Союз при дополнении может выражаться инфинитивом: Vi ser ham / han gå «Мы видим, что он уходит» («Мы видим его уходить»).

#### Сложное предложение
В сложносочинённых предложениях порядок слов такой же, как в простых. Особенности порядка слов сложноподчинённых предложений:
- прямой порядок слов, в том числе при вопросах: Han spør hva / kva klokka er «Он спрашивает, сколько времени» (против Hva er klokka? «Сколько времени?»);
- предлог, относящийся к относительному местоимению som, идёт после главных членов предложения (местоимение som может быть при этом опущено): Gården (som) han bodde på i alle disse år(ene) / Garden (som) han budde på i alle desse åra «Хутор, на котором он жил все эти годы»;
- показатели отрицания, модальные слова и одно- и двухсловные обстоятельства (навроде alltid «всегда») идут перед глаголом: Det er kjent at hun aldri gjør / gjer slikt «Известно, что она никогда не делает такого» (против Hun gjør / gjer aldri slikt «Она никогда не делает такого»);
- в бессоюзных условных придаточных предложениях глагол занимает первое место: Наr hun gjort det, er det bra «Если она это сделала, то хорошо».

### Лексика

#### Заимствования и кальки
В современном норвежском языке широко представлены заимствования и кальки из других языков, которые начали появляться уже на старонорвежской ступени. В работе «Словарь старонорвежского языка» («Gammelnorsk Ordbog») среди заимствований, существовавших на той ступени развития языка, около 61 % относятся к латыни, 25 % — к старо- и средневерхненемецкому, 7 % — к старофранцузскому, и меньше 5 % — к древнеанглийскому языку. Большинство латинских заимствований связаны с христианством, немецких — с торговлей, а французских — с жизнью придворных. На средненорвежской ступени больше всего заимствований пришло из нижненемецкого языка, во многом через датский. По оценкам учёных, около половины современного словарного запаса норвежского языка связано с нижненемецким.
Первые латинские заимствования — общие для обоих разновидностей норвежского языка — появились во времена столкновений и взаимодействия древних германцев с римлянами. К ним относятся, например, слова mynt «монета» и frukt «плод».
Нижненемецкие заимствования, как уже было сказано, особенно затрагивают область торговли (frakt «груз», handle «торговать», regne / rekne «считать»), однако их много и в других областях: erobre «завоёвывать», krig «война», kyst «побережье», begynne «начинать», føle «чувствовать», billig «дешёвый», svak «слабый», forsiktig «осторожный», dog «однако» (ср. с современными немецкими erobern, Krieg, Küste, beginnen, fühlen, billig, schwach, vorsichtig и jedoch в тех же значениях), и др.
Количество заимствований стремительно росло с середины XX века, что связано в особенности с тем, что телевидение, а позднее интернет стали обычным делом в норвежских домах. Большинство новейших заимствований пришло из английского языка. Исследователь норвежского языка Ааста Стене установила, что до Второй мировой войны около 530 английских заимствований были в ходу. «Словарь англицизмов в норвежском языке» 1997 года перечислил уже 4 000 таких слов, что приблизительно в 7,5 раз больше.
Использование иноязычных составляющих особенно свойственно букмолу: так, например, он особенно часто, в отличие от нюношка, использует нижненемецкие словообразовательные составляющие be-, bi-, -het и др. (ср. букмол frihet «свобода» и benevne «обозначать, называть» — нюношк fridom и nemna / kalla). Кроме того, нюношк отличается в целом меньшим количеством лексических заимствований.

#### Словообразование
К наиболее часто используемым способам создания новых слов в норвежском языке относится словосложение, с интерфиксом -s- и без него: årbok «ежегодник» (år «год» + bok «книга»), årstid «время года» (tid «время»).
В словообразовании используются как приставки, так и суффиксы: sette «ставить» — setning «предложение» (синтаксис), navn «имя» — benevne «называть», finne «находить» — oppfinne "изобретать — oppfinnelse «изобретение», а также клитики: finne ut "выяснять.
Слова часто переводятся из одной части речи в другую: ung «молодой» — de unge «молодёжь» (субстантивация), hoppe «прыгать» — hopp «прыжок». Они могут усекаться: fly «самолёт» — от flygemaskin.

#### Учебные пособия
- Арсеньева М. Г. и др. Введение в германскую филологию. — М.: ГИС, 2000. — 314 с. — ISBN 5-8330-0102-1.
- Берков В. П. Норвежский язык // Современные германские языки. — 2-е изд., испр. и доп. — М.: АСТ, 2001. — С. 160—180. — ISBN 5-17-010576-2.
- Берков В. П. Норвежский язык // Языки мира: Германские языки. Кельтские языки. — М.: Academia, 2000. — С. 300—327. — ISBN 5-87444-101-8.
- Карпушина С. В., Усков А. И. Учебник норвежского языка. — Изд. 3-е, испр. — М.: Муравей, 2003.
- Колесников В. П., Шатков Г. В. Норвежский язык: Практический курс. — СПб.: Глосса, 1998.
- Kristoffersen, Gjert. The Phonology of Norwegian (англ.). — Oxford: Oxford University Press, 2000. — ISBN 978-0-19-823765-5.

#### Словари
- Большой норвежско-русский словарь: В 2 т. / Свыше 200 тыс. слов и словосочетаний; В. Д. Аракин. — М.: Живой язык, 2000. — 560 с. (т. 1); 560 с. (т. 2).
- Берков В. П. Новый большой русско-норвежский словарь / Под ред. С. С. Люнден, Т. Матиассена. — М.: Живой язык, 2006. — 1272 с.